# Efekt pamięci kształtu
Efekt pamięci kształtu – efekt indukowany przez zmianę temperatury lub przyłożenie zewnętrznego pola magnetycznego. Termosprężysta pamięć kształtu polega na tym, iż po odkształceniu materiału przy odpowiedniej temperaturze oraz następnym nagrzaniu do nowej, wyższej temperatury następuje powrót odkształconego elementu do pierwotnego kształtu. Zjawisko fizyczne pojawiające się na skutek zachodzenia bezdyfuzyjnej, odwracalnej, termosprężystej przemiany martenzytycznej. Jest przemianą heterogeniczną (można wyróżnić etap zarodkowania i wzrostu zarodków) i atermiczną (kinetyka przemiany fazowej jest niezależna od czynników ją indukujących). Magnetyczny efekt pamięci kształtu polega na zmianie orientacji martenzytu pod wpływem zewnętrznego pola magnetycznego.

## Termosprężysty efekt pamięci kształtu

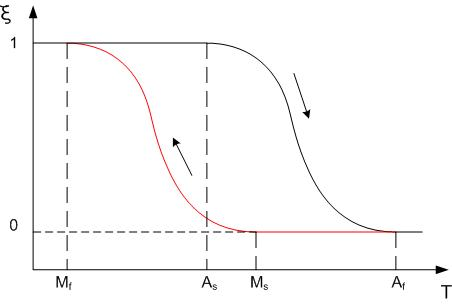
Rys. 1. Przykład idealnej pętli histerezy dla materiału w którym zachodzi odwracalna przemiana martenzytyczna. Zmiana ułamka martenzytu ξ w funkcji temperatury T.

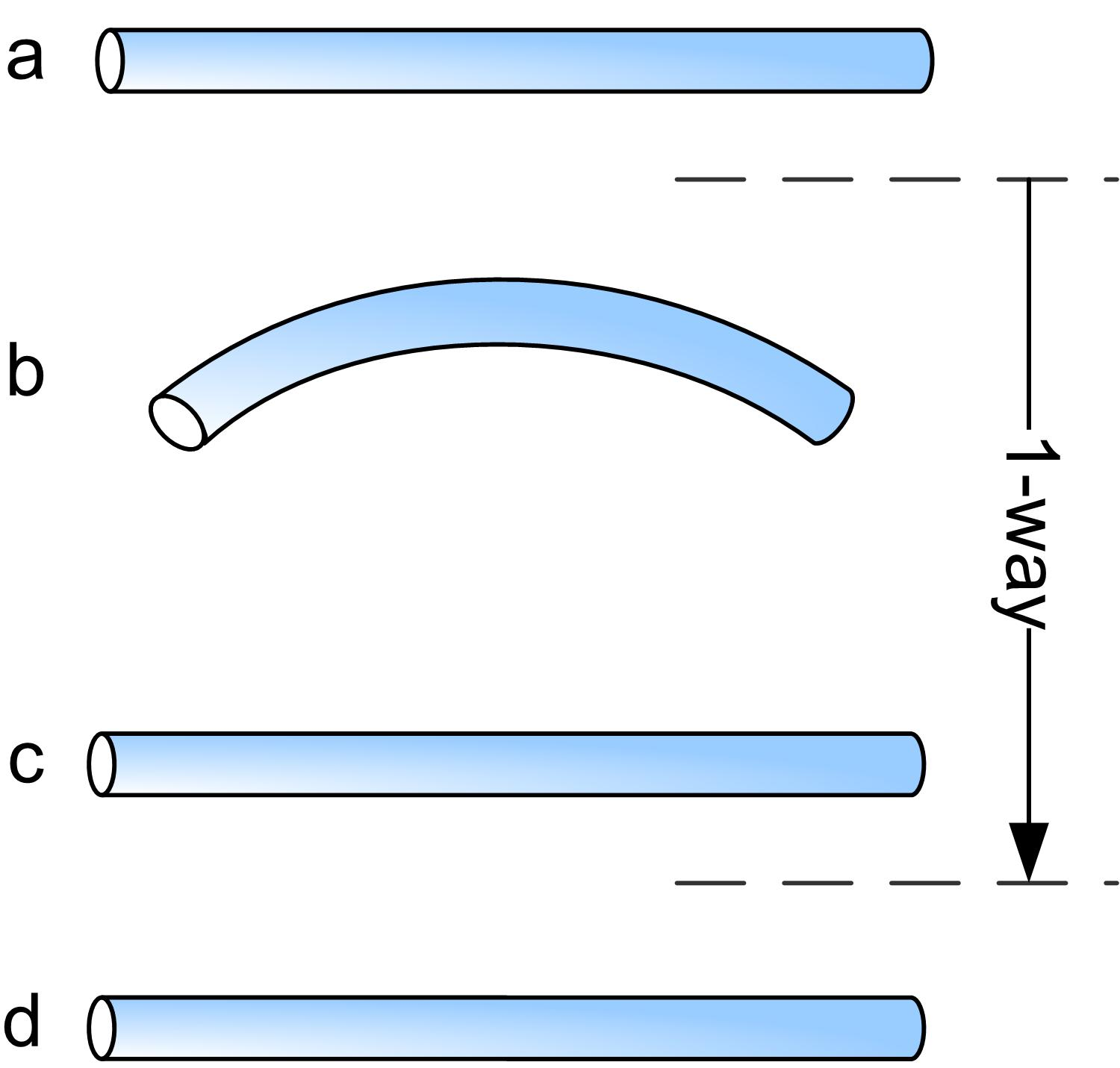
Rys. 2. Schemat jednokierunkowego efektu pamięci kształtu.
a) materiał o strukturze martenzytu (nieodkształcony)
b) materiał o strukturze martenzytu (odkształcony)
c) nagrzewanie materiału; w wyniku przemiany fazowej materiał przyjmuje kształt zapamiętany w fazie austenitu
d) chłodzenie (brak zmian kształtu).

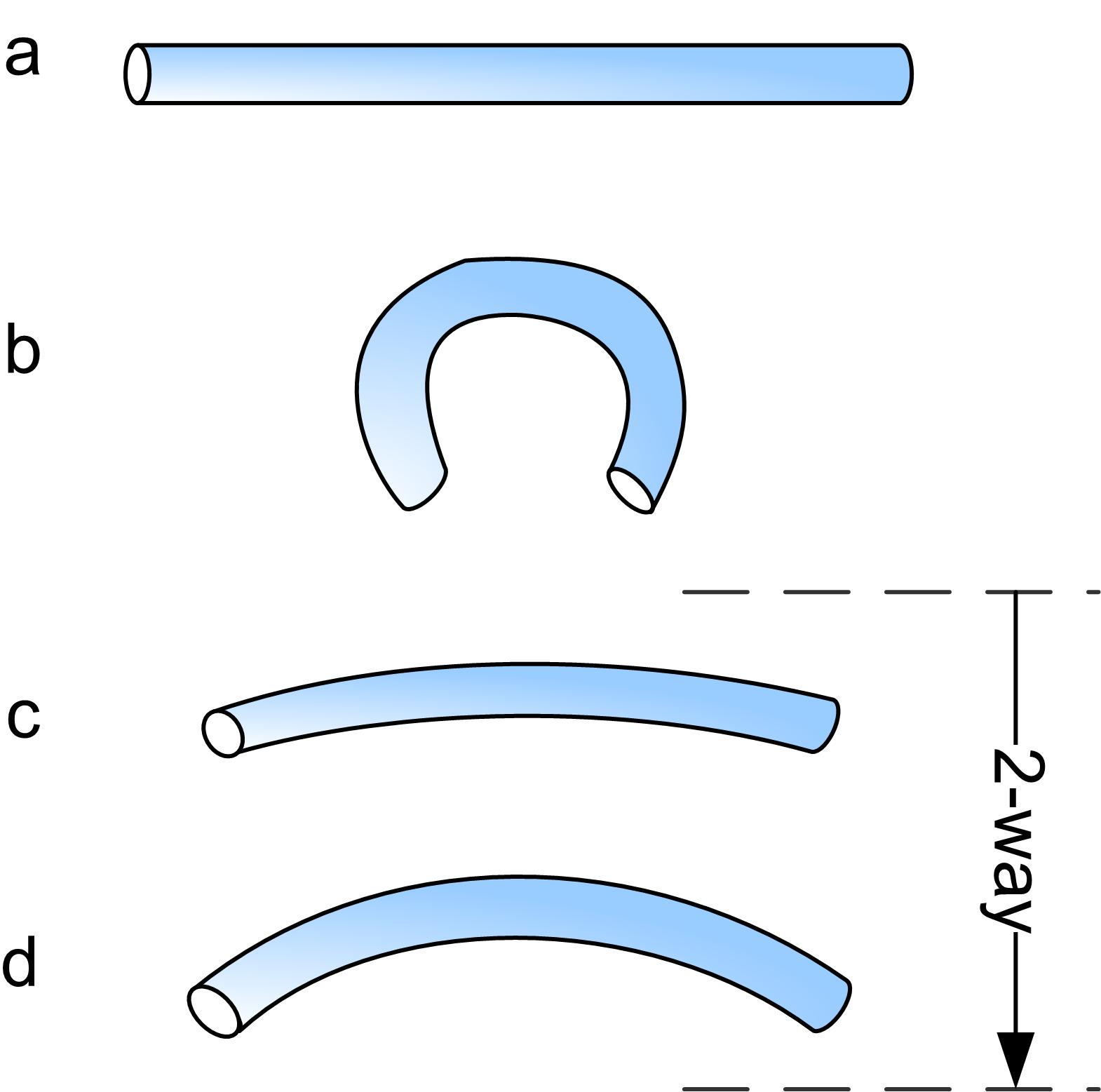
Rys. 3. Schemat dwukierunkowego efektu pamięci kształtu.
a) materiał o strukturze martenzytu (nieodkształcony)
b) nadanie i zapamiętanie kształtu w fazie martenzytycznej
c) nagrzewanie materiału; w wyniku przemiany fazowej materiał przyjmuje kształt zapamiętany w fazie austenitu
d) chłodzenie; w wyniku odwracalnej przemiany fazowej materiał zaczyna przyjmować kształt zapamiętany w fazie martenzytu.

Przemiana martenzytyczna zachodzi bezdyfuzyjnie poprzez skoordynowany ruch wielu atomów. Od rozpoczęcia do zakończenia przemiany względny ruch atomu uczestniczącego w tej przemianie nie przekracza jednej odległości międzyatomowej. Przemiana martenzytyczna nie zachodzi w jednej temperaturze, lecz opisać można ją czterema charakterystycznymi temperaturami:
- M0s – temperatura rozpoczęcia przemiany austenitu w martenzyt przy chłodzeniu,
- M0f – temperatura zakończenia przemiany austenitu w martenzyt przy chłodzeniu,
- A0s – temperatura rozpoczęcia przemiany martenzytu w austenit przy nagrzewaniu,
- A0f – temperatura zakończenia przemiany martenzytu w austenit przy nagrzewaniu.

Indeks 0 oznacza, że wyznaczone wielkości dotyczą warunków przy zerowym naprężeniu zewnętrznym.
Przemiana martenzytyczna wprost i odwrotna nie przebiegają po tych samych ścieżkach w przestrzeni stanów termodynamicznych, co pozwala sporządzić pętlę histerezy (patrz rys. 1).
W stopach wykazujących efekt pamięci kształtu można wyróżnić poniższe fazy:
- austenit (faza wysokotemperaturowa),
- martenzyt termosprężysty / zbliźniaczony (faza niskotemperaturowa),
- martenzyt zdeformowany / zbliźniaczony zniekształcony (faza niskotemperaturowa powstała w wyniku przyłożenia zewnętrznego obciążenia)[4][5].

Efekt pamięcią kształtu można podzielić na trzy pomniejsze zjawiska:
- jednokierunkowy efekt pamięci kształtu,
- dwukierunkowy efekt pamięci kształtu,
- pseudosprężystość[1][5][6].

### Jednokierunkowy efekt pamięci kształtu
Jednokierunkowy efekt pamięci kształtu objawia się tym, iż materiał odkształcony w fazie martenzytycznym powraca po nagrzaniu do kształtu nadanego przy istnieniu fazy austenitu (patrz rys. 2).
Jeżeli materiał wykazujący jednokierunkowy efekt pamięci kształtu (posiadający utrwalony kształt w fazie austenitu; A0f < T) zostanie schłodzony przy braku zewnętrznego naprężenia do temperatury poniżej M0s to zajdzie przemiana fazowa, której produktem będzie samoakomodująca się faza martenzytyczna. Taki materiał łatwo ulega odkształceniom i jest bardzo dobrze formowalny. Po podgrzaniu go do temperatury A0s powraca on do pierwotnie zapamiętanego kształtu w fazie austenitu.
Trening materiału wykazującego jednokierunkowy efekt pamięci kształtu najczęściej polega na podgrzaniu elementu do temperatury 400–500 °C powyżej temperatury A0f i wytrzymanie przez czas 15–60 minut. Dzięki takiemu zabiegowi zapamiętany zostaje kształt w fazie austenitu. Jest to jednorazowa procedura, którą należy powtarzać, jeżeli celem jest nadanie nowego kształtu w fazie wysokotemperaturowej.

### Dwukierunkowy efekt pamięci kształtu
Dwukierunkowy efekt pamięci kształtu objawia się tym, iż przejście od kształtu nadanego w stanie martenzytycznym do kształtu nadanego przy istnieniu fazy austenitu jest odwracalne oraz odbywa się bez udziału naprężeń.
Kształt w fazie martenzytycznej jest spontanicznie uzyskiwany poprzez ochłodzeniu materiału poniżej temperatury M0f, a kształt w fazie austenitycznej jest uzyskiwany spontanicznie poprzez nagrzanie powyżej temperatury A0f. Trening takiego materiału polega na odkształceniu elementu wykazującego taki efekt w fazie martenzytycznej dużo powyżej jego granicy plastyczności. Prowadzi to do zapamiętania kształtu wysoko- i niskotemperaturowego (patrz rys. 3).

### Pseudosprężystość
Pseudosprężystość to zjawisko odkształcenia materiału w wyniku przemiany martenzytycznej indukowanej naprężeniami.
Możliwe jest przeprowadzenie przemiany fazowej także dzięki przyłożonemu zewnętrznemu obciążeniu bez zmiany temperatury. Wynikiem takiej przemiany jest martenzyt (zdeformowany) zbliźniaczony zniekształcony. Po przekroczeniu krytycznego naprężenia σAM(T) następuje przemiana martenzytyczna. Przy zdejmowaniu zewnętrznego obciążenia w materiale zachodzi odwrotna przemiana martenzytyczna i zachowuje się on pseudosprężyście. Objawia się to powolnym powrotem do pierwotnie zapamiętanego kształtu w fazie niskotemperaturowej. Trening materiału wykazującego własności pseudosprężyste polega na obciążaniu mechanicznym lub termomechanicznym w fazie wysokotemperaturowej w temperaturze T ≥ A0f.
W momencie obciążania materiału przemiana ulega odwróceniu i wraz z nią zanika odkształcenie ścinania towarzyszące przemianie. Aby wystąpił efekt pseudosprężystości płytki martenzytu nie mogą wzrastać dynamicznie, jak ma to miejsce w przypadku przemiany martenzytycznej w stalach. Nie dochodzi wtedy do silnego zdefektowania sieci krystalicznej. Odkształcenie ścinania towarzyszące indukowanej naprężeniami przemianie martenzytycznej narastać musi powoli, wraz ze wzrostem naprężenia. Odkształcenie wywołane powstaniem nowej płytki musi być przyjmowane przez sąsiednie. Takie zachowanie jest charakterystyczne dla materiałów, w których temperatura Ms i As są nieznacznie oddalone od temperatury równości energii swobodnej faz (austenitu i martenzytu) o identycznych składach chemicznych T0.

### Różnice przemian martenzytycznych
Termosprężysta przemiana martenzytyczna posiada kilka znaczących różnic od „klasycznej” przemiany martenzytycznej obserwowanej w takich stopach jak np. stale. Są to przede wszystkim:
- termosprężysta przemiana martenzytyczna zachodzi mechanizmem substytucyjnym, a zwykła mechanizmem międzywęzłowym,
- termosprężysta przemiana martenzytyczna jest odwracalna krystalograficznie,
- w termosprężystej przemianie martenzytycznej dominującą formą są odkształcenia postaciowe,
- akomodacja odkształceń fazowych następuje mechanizmem quasi-sprężystym[9].

## Ferromagnetyczny (magnetyczny) efekt pamięci kształtu

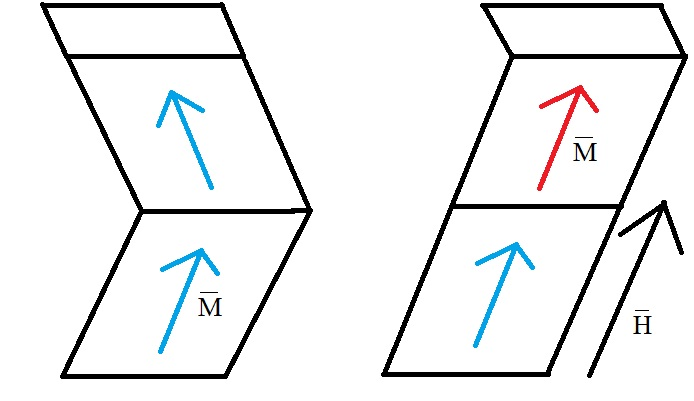
Mechanizm magnetycznego efektu pamięci kształtu (zmiana orientacji bliźniaków pod wpływem pola magnetycznego)
M – magnetyzacja
H – natężenie pola magnetycznego

Ferromagnetyczna przemiana martenzytyczna jest to pojawienie się odkształcenia w wyniku zaistnienia pola magnetycznego. Pole to zmienia strukturę bliźniaków zgodnie z kierunkiem łatwego namagnesowania. Makroskopowo objawia się to zmianą kształtu materiału. Ferromagnetyczne stopy z pamięcią kształtu wyróżniają się tym od termosprężystych stopów z pamięcią kształtu tym, że pole magnetyczne indukuje zmianę kształtu i następuje głównie tylko w niskotemperaturowej fazie martenzytu. Granice bliźniacze wędrują między obszarami o różnym namagnesowaniu. Zjawisko jest tym efektywniejsze, im większa jest anizotropia magnetokrystaliczna. Jest to też jeden z aspektów odróżniających przemianę od zjawiska magnetostrykcji. Najlepiej poznanymi materiałami ulegającymi ferromagnetycznej przemianie martenzytycznej są stopy na bazie żelaza (Fe-Ni-Co-Ti, Fe-Pt i Fe-Pd) oraz na bazie niklu (Ni-Mn-Ga).
Gdy na materiał nie działa zewnętrzne pole magnetyczne to kierunek magnetyzacji leży wzdłuż kierunków łatwego namagnesowania. W przypadku, gdy na materiał wykazujący ferromagnetyczny efekt pamięci kształtu zadziała zewnętrzne pole magnetyczne to zazwyczaj kierunek magnetyzacji zmieni się zgodnie z kierunków łatwego namagnesowania na kierunek zgodny z działającym na niego polem. W takich warunkach stopy z magnetyczną pamięcią kształtu (MSM) zachowują się odmiennie. Obecność granic bliźniaczych w strukturze powoduje, że możliwa jest zmiana kierunku magnetyzacji zgodnie z przyłożonym zewnętrznym polem magnetycznym poprzez zmianę orientacji bliźniaków, a jednocześnie bez zmiany samych kierunków magnetyzacji, które pozostają zgodne z kierunkiem łatwego namagnesowania. Materiały wykazujące taki efekt muszą charakteryzować się wysoką energią anizotropią magnetokrystaliczną i niską energią potrzebną do ruchy granic bliźniaczych. Powoduje to, że bardzo trudno jest zmienić kierunek magnetyzacji na inny, niż kierunek łatwego namagnesowania. Bardziej korzystna z punktu widzenia energetycznego jest zmiana położenia bliźniaków. Ruch granic bliźniaczych w makroskopowym ujęciu objawia się zmianą kształtu materiału.